# Eisenhut (Berg)
Der Eisenhut ist mit einer Höhe von 2441 m ü. A. der höchste Berg der Nockberge sowie der Gurktaler Alpen. Er befindet sich nordöstlich der Turracher Höhe, sein Gipfel liegt in der Steiermark nahe der Grenze zu Kärnten. Sein südöstlicher Nachbar ist der dreigipfelige Wintertalernock (2333 m, 2404 m, 2394 m), der den Grenzkamm nach Kärnten bildet.
Der Name des Bergs rührt vom Eisenbergbau her, der hier in früher Zeit betrieben wurde (siehe Bergbau in Turrach), wovon ein Montanmuseum in der nahegelegenen Ortschaft Turrach zeugt. Aus der Zeit Anfang des 19. Jahrhunderts gibt es eine Beschreibung des Gebiets.
Dem Eisenhut ist auch ein Vers des Kärntner Heimatlieds gewidmet.